# Noironte
Noironte es una localidad y comuna francesa, situada en el departamento de Doubs, en la región de Borgoña-Franco Condado.

## Demografía
| 195 | 215 | 254 | 236 | 303 | 321 | 380 |
| Para los censos de 1962 a 1999 la población legal corresponde a la población sin duplicidades (Fuente: INSEE [Consultar]) |     |     |     |     |     |     |